# Nureddin al-Atassi
Nureddin Mustafa Ali al-Atassi (àrab: نور الدين بن محمد علي الأتاسي, Nūr ad-Dīn ibn Muḥammad ʿAlī al-Atāsī) (Homs, 1929 - París, 3 de desembre de 1992) va ser President de Síria des de febrer de 1966 a novembre de 1970.

## Primers anys i educació
Atassi va néixer a Homs, el 1929 a la famosa família al-Atassi.

## Trajectòria
Atassi va ser metge de formació, i en aquesta condició va ajudar a les forces algerianes contra els francesos en la Guerra de la Independència Algeriana. Encara que durant molt de temps fou el ideòleg del poderós Partit Baas, Atassi es va convertir en el seu Secretari General a la caiguda d'Amin al-Hafiz sent nomenat President de la República el 25 de febrer de 1966. Va ser considerat en gran part una figura cerimonial, amb poder real resideix en el Secretari General Adjunt (o segon secretari), Salah Jadid. El 1970, va ser eliminat juntament amb Salah Jadid en un cop d'estat intern per Hafez al-Assad, el seu ministre de defensa.

## Detenció i mort
Atassi va ser posat sota arrest domiciliari sense judici. A continuació, va ser traslladat a la presó militar de Mezze a Damasc, on va restar de 1970 a l'any 1992. Després de 22 anys de presó, va ser alliberat i traslladat a París per rebre tractament mèdic a França el 22 de novembre de 1992, i va morir a un hospital el desembre de 1992.